# Ministério Público do Estado de Mato Grosso
O Ministério Público do Estado de Mato Grosso (MPMT) é a instância no Estado de Mato Grosso do Ministério Público, que tem como objetivo defender os direitos dos cidadãos e os interesses da sociedade. 